# Софийский технический университет
Технический университет (болг. Технически университет, сокр. ТУС) в Софии (имя города не входит в официальное название, но добавляется для различия) — крупнейший технический университет в Болгарии. Имеет отделения в Пловдиве и Сливене.
В университете обучается почти 18 000 студентов, почти 10 % из которых — иностранцы. Университет входит в объединение девяти крупнейших технических вузов Болгарии.

## История
Университет основан как Машинно-электротехнический институт (МЭИ) в 1953 году, когда Государственная политехника (1942-1953) распалась на 4 высших инженерных института:
- Машинно-электротехнический институт (сегодня: Технический университет),
- Инженерно-строительный институт (сегодня: Университет архитектуры, строительства и геодезии),
- Химико-технологический институт (сегодня: Химико-технологический и металлургический университет),
- Горно-геологический институт (сегодня: Горно-геологический университет им. святого Ивана Рильского).

МЭИ переименован в Высший машинно-электротехнический институт (ВМЭИ) в 1965 году. Позже ему присвоено имя Ленина и он назывался Высший машинно-электротехнический институт им. В. И. Ленина до начала 1990-х годов. Решением Народного собрания от 21 июля 1995 г. получил статус университета и переименован в Технический университет.

## Учебная структура
Образовательная система университета объединяет:
- факультеты:
  - в Софии – 11 основных факультетов и 3 функциональных факультета (с преподаванием на иностранном языке – немецком, английском, французском),
  - в Пловдиве – 2 основных факультета,
  - в Сливене – 1 основной факультет;
- колледжи (вузы) – в Софии и Сливене;
- средние специализированные училища – в Софии и Правеце;
- другие звенья – департаменты и центры.

### Факультеты в Софии
- Факультет автоматики – основан в 1974 году. Декан факультета – проф. Нина Георгиева Николова
- Электротехнический факультет – основан в 1946 году в Государственной политехнике. Декан факультета – проф. Валентин Генов Колев
- Энерго-машиностроительный факультет – основан в 1974 году. Декан факультета – проф. Бончо Иванов Бонев
- Машинно-технологический факультет – основан в 1946 году в Государственной политехнике. Декан факультета – проф. Георги Димитров Тодоров
- Машиностроительный факультет – основан в 1951 году. Декан факультета – проф. Милка Дончева Вичева
- Факультет электронной техники и технологий – основан в 1987 году. Декан факультета – проф. Емил Димитров Манолов
- Факультет телекоммуникаций – основан в 1995 году. Декан факультета – проф. Илия Георгиев Илиев
- Факультет компьютерных систем и технологий – основан в 1987 году. Декан факультета – проф. Даниела Асенова Гоцева
- Факультет транспорта – основан в 1963 году. Декан факультета – проф. Бойко Иванов Гигов
- Хозяйственный факультет – основан в 1991 году. Декан факультета – проф. Младен Стефанов Велев
- Факультет прикладной математики и информатики – основан в 2000 году. Декан факультета – доц. Георги Пенчев Венков
- Факультет германского инженерного обучения и промышленного мениджмента – основан в 1990 году. Декан факультета – проф. Стефан Ангелов Стефанов
- Факультет французского обучения электроинженерству – основан в 1993 году. Декан факультета – проф. Кирил Петров Ангелов
- Факультет английского инженерного обучения – основан в 1992 году. Декан факультета – проф. Ташо Ангелов Ташев[2]

### Факультеты в отделениях
- Факультет электроники и автоматики, Пловдив – основан в 1986 году. Декан факультета – проф. Гриша Валентинов Спасов
- Факультет машиностроения и приборостроения, Пловдив – основан в 1986 году. Декан факультета – доц. Пепо Иванов Йорданов
- Инженерно-педагогический факультет, Сливен – основан в 1986 году. Декан факультета – проф. Милко Генов Йорданов

### Колледжи (вузы)
- Колледж энергетики и электроника, София – основан в 1997 году. Директор – проф. Ивайло Гинев Ганев
- Колледж Сливен – основан в 1960 году. Директор – проф. Иванка Кирилова Монева

### Средние училища
- Технологическое училище „Электронные системы“, София – основано в 1988 году
- Профессиональная гимназия компьютерных технологий и систем, Правец – основана в 1986 году

## Научная структура
Научная и прикладная деятельность организована в следующих подразделениях:
- Научно-исследовательский сектор – вкл. 15 научно-исследовательских и 20 научно-прикладных лабораторий
- 5 малых предприятий – ЕФТОМ-ЙОН, ЕФТОМ-ХИМ, МОД-МАН, МУСАТ, ЕМНМ
- Учебно-экспериментальное предприятие (Учебный завод)